# 福岡県立武蔵台高等学校
福岡県立武蔵台高等学校（ふくおかけんりつむさしだいこうとうがっこう）は、福岡県筑紫野市天拝坂五丁目に存在する福岡県立高等学校である。通称は、ムサシである。

## 概要
福岡県第五学区を通学区とし、全日制課程普通科のみを有する福岡県立の高等学校である。同時期に開校した普通科課程を有する高等学校には福岡県立春日高等学校などがある。
学校名の「武蔵台」は、本校南側に位置する天拝山の麓にある武蔵寺（ぶぞうじ）及び所在地付近一帯の旧地名である武蔵村（むさしむら）に由来する。
校歌の作詞・作曲は、本校第一期生による。歌唱時、男子生徒は発声可能な音域に対し曲の音域が高めであるためか歌い辛さを感じる者が少なくないと言われている。
本校は最寄の鉄道駅から距離が遠いためか、鉄道を利用して通学する生徒は少ないと思われ、大多数の生徒の通学手段は徒歩または自転車である。ちなみに、校門前の坂道は自転車に乗車したまま下ることが禁止されており、降車の上自転車を押して通行することが義務付けられている。
頭髪に関する規定や紺色の学生服と相まって、本校生徒である旨一目瞭然であることから、風紀に関しては比較的厳しい学校であると受け止められている。
学校のシンボルカラーはウルトラマリンブルーであり、生徒昇降口の前にあるコモンホールに敷かれた絨毯や、セカンドバッグなどに使用されている。

## 校訓
- 好学 - 真理を希求し、若き日を学問に勉めよう。
- 自主 - 自発、自主、自律の生活態度を養おう。
- 敬愛 - 人権を尊重し、信頼と愛情に満ちた人間関係を創ろう。

## 教育方針
1. 個人の持つ資質・能力の啓発涵養
2. 強靱な心身の鍛錬、陶冶
3. 未来に生きる創造力豊かな人間性と勤労を重んじ家族・社会を愛し人類の平和と文化の発展に寄与する国民の育成に努める

また、「継続は力なり」を具現化するために以下のような取り組みが行なわれている。
- 「週考査」と称される、1、2年生対象の試験が毎週月曜日に実施されていたが、その後2週間に1回の実施に変更となり、現在は行われていない。
- 以前は生徒による年に12回、3年間で36回の天拝山（標高258m）登山が恒例行事であったが、現在は年に数回のみ実施されている。[4][5]

## 学校行事
- 4月 - 入学式
  - （1年生）「諫早合宿」を行い、新入生同士の集団行動を身につけ、効果を覚え、親睦を深める。
平成23年度から春期合宿場所が熊本県阿蘇市に変更された。
現在は福岡県の国立夜須高原青少年自然の家で行われている。
- 6月 - 文化祭
  - 2007、2008年度は実施されなかった。
一時期廃止されていたが平成22年度から再開された。平成23年度は、その年の同時期に流行った生肉(ユッケ)食中毒の影響の為、実施されなかった。現在は、天桜祭として行われている。
- 7月 - クラスマッチ
  - 全学年合同で行う。
- 9月 - 体育祭
- 11月 - 開校記念祭
- 1月 - スキー研修
  - （2年生）一般的な修学旅行に該当する行事である。行先は長野（開校当初は富士山登山であり、11期生、15・16期生、29期生は北海道であった。平成24年度の32期生の行先は新潟県の苗場が予定されている）。
36期生から初めて選択制でシンガポール、マレーシアの外国組と東京(浅草)、新潟(苗場)国内組にわかれて実施した。
- 3月 - クラスマッチ
  - （1・2年生）

## 部活動
運動部
野球部・サッカー部・ハンドボール部（男・女）・バスケットボール部（男・女）・バレーボール部（男・女）・剣道部・柔道部・弓道部・陸上部・テニス部・バドミントン部
文化部
吹奏楽部・美術部・茶華道部・放送部・書道部・化学部・写真部・ESS部・生徒会執行部

## 交通手段
- JR鹿児島本線都府楼南駅より徒歩約20分
- 西日本鉄道天神大牟田線西鉄二日市駅より西鉄バス下大利行きに乗車、「天拝坂第一」下車。

## 著名な卒業生
- 安西凜太郎（大相撲力士）
- 勝木隼人（競歩選手）
- 瀬口黎弥（FANTASTICS From EXILE TRIBE）
- たかくら引越センター (お笑い芸人)
- 平川嵐（声優）
- 吉弘翔（広島ホームテレビアナウンサー）